# ニューウエストミンスター駅
ニューウエストミンスター駅（英: New Westminster Station）は、カナダブリティッシュコロンビア州ニューウエストミンスターにある、スカイトレインエキスポ・ラインの駅である。

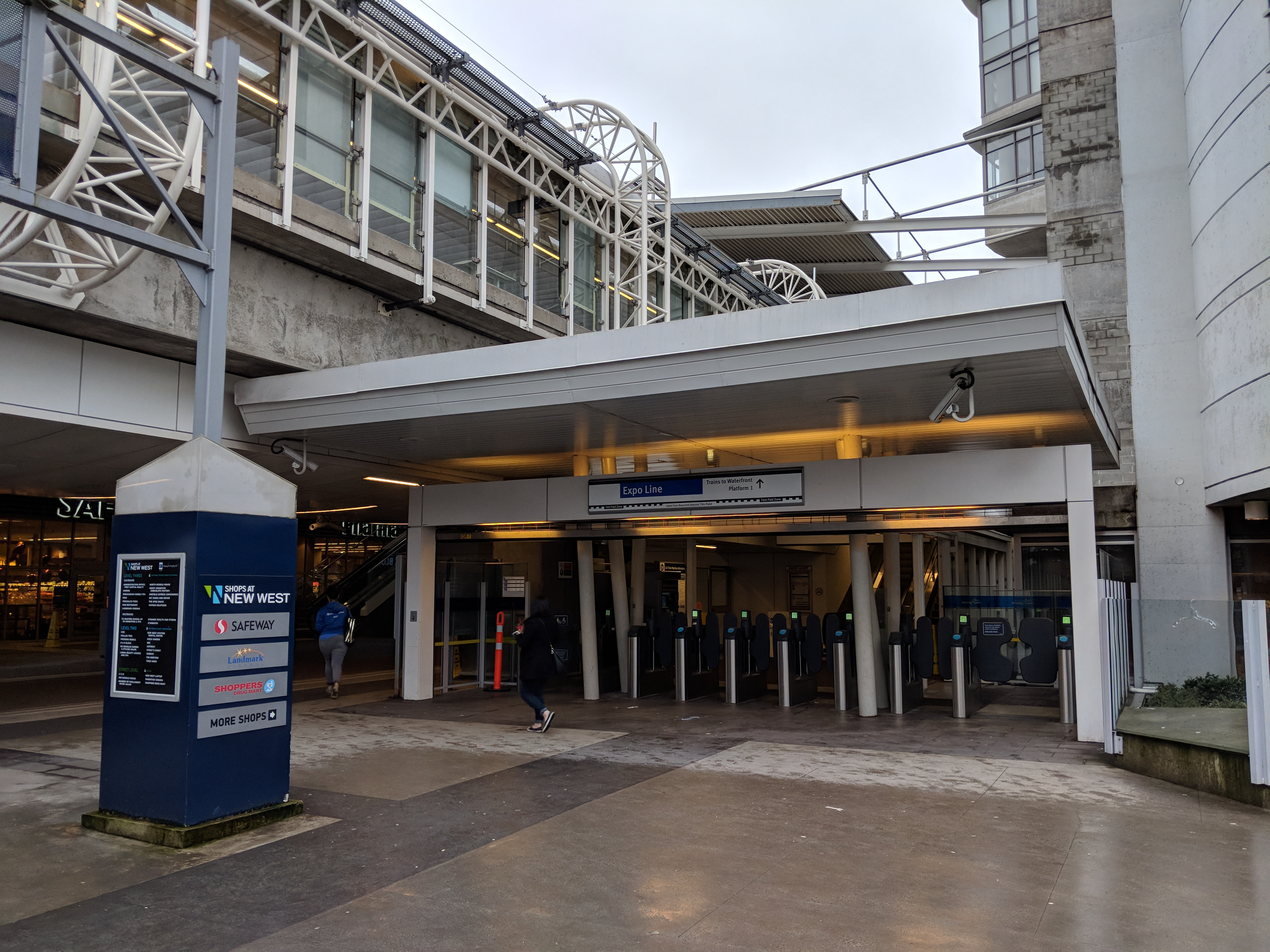
ニューウエストミンスター駅出入口

1985年12月11日に開業した。

## 歴史
1985年の開業以来、エキスポ・ラインの東端はニューウエストミンスター駅であったが、1989年2月にコロンビア駅へ延伸された。

## 駅構造
相対式ホーム2面2線を有する高架駅である。
| ホーム | 路線            | 行先                                        |
| ------ | --------------- | ------------------------------------------- |
| 1      | ■エキスポライン | ウォーターフロント駅方面                    |
| 2      | ■エキスポライン | プロダクション・ウェイ-ユニバーシティ駅方面 |
| 2      | ■エキスポライン | キング・ジョージ駅方面                      |

## 駅周辺
施設
- 中央公園

バス路線
またバス路線の発着所としての機能を持ち、ニューウエストミンスターやバーナビー方面のバスの多くはここを始点としている。
| 乗り場 | 路線 |
| ------ | --- |
| 1      | 降車専用 |
| 2      | 103 系統・キーサイド |
| 3      | 降車専用 |
| 4      | 123 系統 - ブレントウッドタウンセンター駅 321 系統 - ホワイトロック中央(特)                                                                   |
| 5      | 105 系統 - アップタウン 109 系統 - ローヒード・タウンセンター駅 N19 系統 - サリー・セントラル駅（深夜バス) N19 系統 - ダウンタウン（深夜バス) |
| 6      | ハンディダート |
| 7      | 106 系統 - ニューウエストミンスター駅 |
| 8      | 降車専用 |
| 9      | 103 系統 - ビクトリア・ヒル |
| 10     | 112 系統 - ニューウエストミンスター駅 |

## 隣の駅
■ エキスポ・ライン
22丁目駅 - ニューウエストミンスター駅 - コロンビア駅